# Île du Péage
Die Île du Péage (sinngemäß aus dem Französischen übersetzt Mautinsel), auch bekannt als Péage Island, ist eine felsige Insel vor der Küste des ostantarktischen Adélielands. Sie liegt 0,8 km südwestlich des Kap Découverte. 
Teilnehmer einer von 1949 bis 1951 dauernden französischen Antarktisexpedition nahmen eine Kartierung vor und benannten die Insel. Namensgebend ist ihre geographische Position, die sie als Mautstation für die Zufahrt vom Port Martin zu den Curzon-Inseln erscheinen lässt.